# Raïon d'Oulagan
Le raïon d'Oulagan (en russe : Улаганский район) ou aïmak d'Oulagan (altaï méridional : Улаган аймак)  est un raïon de la république de l'Altaï, en fédération de Russie. Son chef-lieu administratif est Oust-Oulagan. Sa population s'élevait à 12 284 habitants en 2010, et à 12075 habitants en 2022. La partie orientale de son territoire appartient à la réserve naturelle de l'Altaï, l'une des plus importantes de Russie. Elle est inscrite à la liste du patrimoine mondial de l'Unesco.

## Géographie

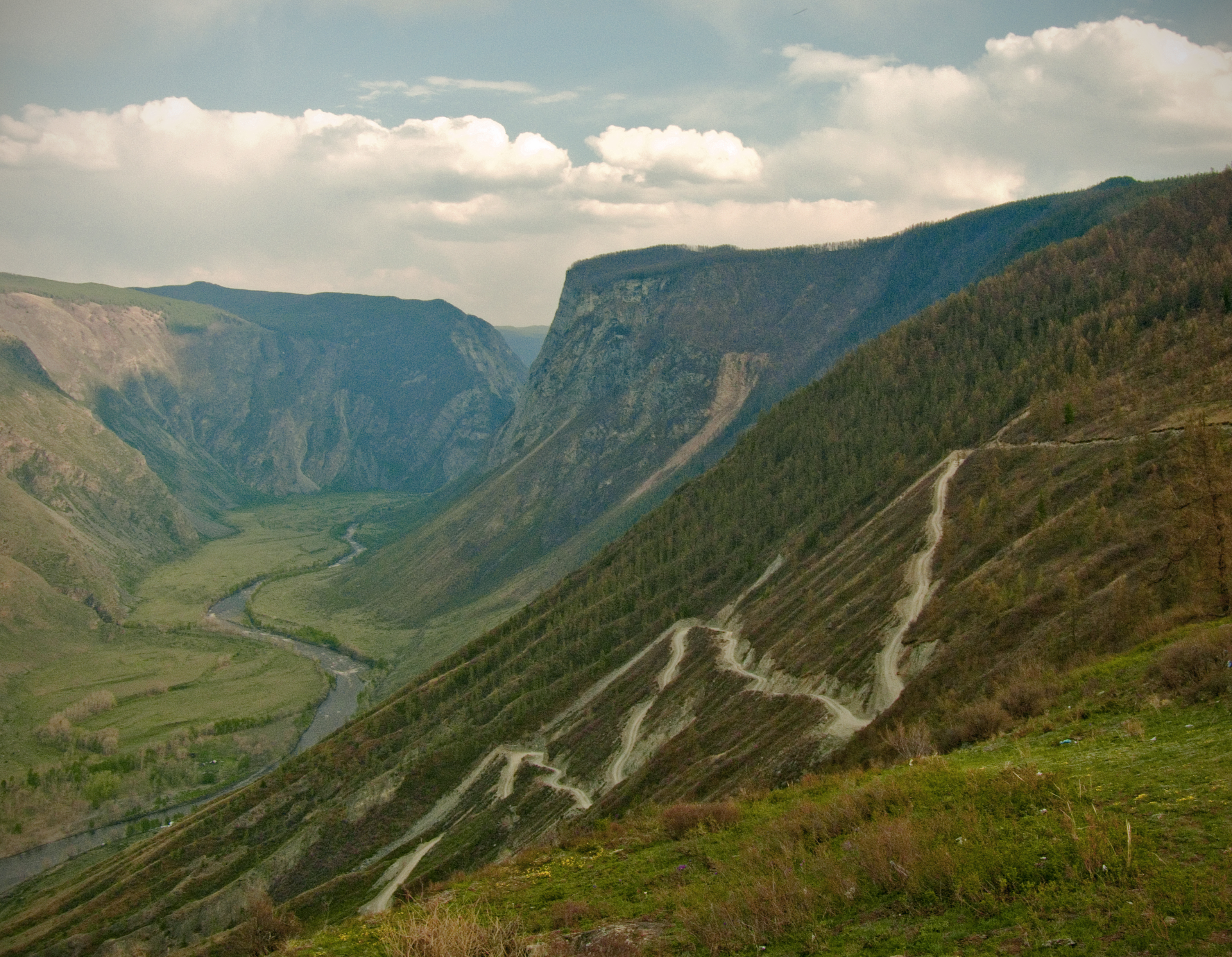
Col Katou-Iaryk

Le raïon d'Oulagan est délimité à l'est par la frontière avec la république de Touva qui traverse le Chapchal ; au sud par le raïon de Koch-Agatch dont la limite passe par les monts Tchikhatchov et les monts Kouraï ; à l'ouest par le raïon d'Ongoudaï dont la limite passe par les monts Soumoulta ; au nord-ouest par le raïon de Tchoïa et au nord par le raïon de Tourotchak.

## Politique et administration

### Statut
Le raïon est un des dix raïons de la république de l'Altaï, dans le district fédéral sibérien. Il est un raïon municipal, et comporte ainsi plusieurs municipalités à l'intérieur de lui.

### Tendances politiques
| Scrutin             | 1er tour | 1er tour | 1er tour | 1er tour | 1er tour | 1er tour | 1er tour | 1er tour | 1er tour | 1er tour | 1er tour | 1er tour | 2d tour                  | 2d tour                  | 2d tour                  | 2d tour                  | 2d tour                  | 2d tour                  | 2d tour                  | 2d tour                  | 2d tour                  | 2d tour                  |
| Scrutin             | 1er      | 1er      | %        | 2e       | 2e       | %        | 3e       | 3e       | %        | 4e       | 4e       | %        | 1er                      | 1er                      | %                        | 2e                       | 2e                       | %                        | 3e                       | %                        | 4e                       | %                        |
| ------------------- | -------- | -------- | -------- | -------- | -------- | -------- | -------- | -------- | -------- | -------- | -------- | -------- | ------------------------ | ------------------------ | ------------------------ | ------------------------ | ------------------------ | ------------------------ | ------------------------ | ------------------------ | ------------------------ | ------------------------ |
| Présidentielle 2012 |          | ER       | 72,86    |          | KPRF     | 15,64    |          | SE       | 3,87     |          | SRZP     | 3,70     | Victoire au premier tour | Victoire au premier tour | Victoire au premier tour | Victoire au premier tour | Victoire au premier tour | Victoire au premier tour | Victoire au premier tour | Victoire au premier tour | Victoire au premier tour | Victoire au premier tour |
| Présidentielle 2018 |          | ER       | 78,41    |          | KPRF     | 15,82    |          | LDPR     | 3,05     |          | GRANI    | 0,80     | Victoire au premier tour | Victoire au premier tour | Victoire au premier tour | Victoire au premier tour | Victoire au premier tour | Victoire au premier tour | Victoire au premier tour | Victoire au premier tour | Victoire au premier tour | Victoire au premier tour |

### Municipalités
Dans le raïon d'Oulagan, il y a 13 localités réparties dans 7 établissements ruraux :
| Non. | Établissements ruraux               | Centre administratif | Nombre de localités | Population 2021 | Superficie, km² |
| ---- | ----------------------------------- | -------------------- | ------------------- | --------------- | --------------- |
| 1    | Établissement rural d'Aktach        | Aktach               | 1                   | 2113            | 34.00           |
| 2    | Établissement rural de Balyktouïoul | Balyktouïoul         | 2                   | 1599            | 4257.00         |
| 3    | Établissement rural de Saratan      | Saratan              | 2                   | 1058            | 7509.00         |
| 4    | Établissement rural d'Oulagan       | Oulagan              | 1                   | 4203            | 447,00          |
| 5    | Établissement rural du Tchoulychman | Balyktcha            | 4                   | 1038            | 4172.00         |
| 6    | Établissement rural de Tchibilia    | Tchibilia            | 2                   | 1086            | 752,00          |
| 7    | Établissement rural de Tchibit      | Tchibit              | 1                   | 526             | 1223,00         |

## Localités
Il y a 13 localités dans le raïon.
| Liste des localités | Liste des localités | Liste des localités | Liste des localités | Liste des localités | Liste des localités |
| N°                  | Localité            | Statut              | Fondation           | Population 2010     | Population 2021     |
| ------------------- | ------------------- | ------------------- | ------------------- | ------------------- | ------------------- |
| 1                   | Aktach              | village             |                     | 2755                | 2113                |
| 2                   | Balyktouïoul        | village             | Années 1890         | 1346                | 1312                |
| 3                   | Balyktcha           | village             |                     | 795                 | 795                 |
| 4                   | Bélé                | village             |                     | 30                  | 11                  |
| 5                   | Kara-Koudiour       | village             | 1697                | 348                 | 336                 |
| 6                   | Kokbech             | village             |                     | 20                  | 19                  |
| 7                   | Koo                 | village             | 1870                | 240                 | 213                 |
| 8                   | Pasparta            | village             | 1766                | 317                 | 287                 |
| 9                   | Saratan             | village             |                     | 738                 | 831                 |
| 10                  | Oust-Oulagan        | village             | 1786                | 3222                | 4203                |
| 11                  | Tchibilia           | village             | 1770                | 672                 | 750                 |
| 12                  | Tchibit             | village             | 1801                | 651                 | 526                 |
| 13                  | Iazoula             | village             | 1802                | 254                 | 227                 |